# 共产主义象征
共产主义象征是各种和共产主义有关的主题（比如革命、无产阶级、农民、农业或国际主义）的一系列象征事物和标识的统称。共产主义国家、政党和运动使用这些符号在他们的事业中推进和建立一种团结。这些符号通常以金色显示，并辅以红色背景。苏联国旗采用金色轮廓的红星和金色的锤子和镰刀。德涅斯特河沿岸摩尔达维亚共和国、越南、中国、朝鲜、安哥拉和莫桑比克的国旗都包含类似的象征意义。
锤子和镰刀已作为泛共产主义的象征出现在世界上大多数共产党的旗帜上。一些政党以修改后的锤子和镰刀为标志。比如朝鲜劳动党的党旗党徽，其中包括代表产业工人的锤子、代表农业工人的锄头和代表知识分子的毛笔。
在拉脱维亚、印度尼西亚、乌克兰和立陶宛，共产主义符号被禁止，公共场合展示用于非教育用途的共产主义标识被视为刑事犯罪。 

## 镰刀锤子
锤子代表工业无产阶级，镰刀代表农民，因此它们共同代表了两个群体（即工农联盟）的团结。
锤子和镰刀在1917 年俄国革命期间首次使用，但直到1924年才成为俄罗斯苏维埃联邦社会主义共和国的官方标志。自俄国革命以来，锤子和镰刀已经开始代表各个共产党和共产主义国家。

## 红星
红色的五角星象征着共产主义思想在全球五大洲（不包括南极洲）最终胜利。它首先作为军事标志出现在沙皇俄国。它当时被称为“玛尔斯之星”，让人想起古罗马的战神玛尔斯。 1827年1月1日，人们签署了一部要求将五角星放在军官和将军肩章上的法律。1854年，五角星开始用在肩带上。后来，内有两头鹰的五角星被用来标记军用火车和马车。在苏俄，五角星象征着红军对和平时期劳动的保护（再次，就像在古罗马，玛尔斯也是农民的保护者）。 1918年，红星形式的红军士兵徽章被批准绘制，中央还有犁和锤子的金色图像。星星象征着保护，而犁和锤子则被解读为工农联盟。到了1920年代，红星开始被用作国家的官方象征，最终在 1924 年成为苏联国旗和苏联官方国徽的一部分。  
在随后的几年里，红星被认为是共产主义以及更广泛的社会主义的象征。它在二战前和二战期间被欧洲的反法西斯抵抗党和地下社会主义组织广泛使用。在战争期间，红星被用作苏联红军反击纳粹德国入侵部队并将其从东欧歼灭，取得绝对胜利并在柏林战役中结束战争的标志。东方集团的大多数州将红星纳入州符号以表示其社会主义性质。

## 红旗
红旗经常与其他共产主义符号结合使用，并被用于各种共产主义和社会主义集会，如五一劳动节。红旗是社会主义的象征，通常也与社会主义的非共产主义思潮联系在一起。
红旗在历史上有多重含义。它通常与勇气、牺牲、鲜血和战争有关，但它最初被用作反抗的旗帜。在1871年的巴黎公社中，红旗开始与共产主义有了现代意义上的联系。十月革命后，苏维埃政府采用叠加锤子和镰刀的红旗作为国旗。自十月革命以来，各种社会主义国家和运动都使用了红旗。

## 红黑旗
红黑旗一直是共产主义运动的象征，尽管它也被无政府共产主义者普遍使用。这面旗帜在西班牙内战期间是无政府工团主义者的象征。黑色代表无政府主义，红色代表左翼和社会主义理想。 随着时间的推移，红黑旗蔓延到了国家主义左翼运动中，比如桑地诺运动和七二六运动，其中旗帜颜色不是对角线划分，而是水平划分的。

## 领袖头像
以游击队英雄切·格瓦拉为例：这张由切·格瓦拉的摄影师阿尔贝托于1960年拍摄的著名照片已成为世界革命的象征。这张图片可以在T恤、旗帜、帽子、街头艺术中找到，在流行媒体中模仿，甚至在由萨帕塔民族解放军控制的墨西哥恰帕斯州的找到。

## 《国际歌》
《国际歌》是共产主义运动的歌曲。 它是世界上最广为人知的歌曲之一，已被翻译成几乎所有语言。它最初的法语副歌是：C'est la lutte finale / Groupons-nous et demain / L'Internationale / Sera le Genre humain.（这是最后的斗争，团结起来到明天。英特纳雄耐尔，就一定要实现）人们常用举拳敬礼来唱这首歌。
这首歌自 19 世纪出现并被采纳为第二国际的官方歌曲以来，一直被全世界的共产主义者使用。 1918年成为苏俄国歌，1922年成为苏联国歌。 1944年，它被新的苏联国歌（苏联颂）取代，以此更加强调爱国主义。这首歌也曾在反抗共产党政府的情况下被唱过，例如在 1989 年两德统一之前的德意志民主共和国以及同年在天安门广场抗议期间的中华人民共和国。

## 犁、星空犁（北斗七星）
星空犁这个概念可能起源于乔治·威廉·拉塞尔（William H. Megahy），最初的星空犁就是由威廉设计的，他为爱尔兰公民军旗帜的绿色背景上设计了银色的星星。 这面旗帜描绘了大熊座的一个星群的一部分，在爱尔兰和英国称为犁（或“星空犁”），在北美称为北斗七星，在世界范围内有其他的称呼。犁的七颗星中有两颗指向北极星。与杰克怀特和詹姆斯·康诺利共同创立爱尔兰公民军的詹姆斯·拉金表示，这面旗帜的寓意是，一个自由的爱尔兰将从犁头到星星控制自己的命运。 作为犁头的剑也来自圣经以赛亚书2：3-4。在圣经经文中，上帝推动他的追随者将他们的武器变成工具，将战争的手段变成和平的手段。天主教传统的结合和圣经的参考是旗帜设计不可或缺的一部分。一些社会主义概念，如工人阶级和压迫者被迫使拿起犁头作为武器，使得星空犁旗了非常复杂和微妙的含义。 
在中国，犁头旗是一种白色或黄色犁头的红旗，在第一次国内革命战争时期被广泛用作中国共产党领导的中国农民协会和组织的旗帜。 据说第一个使用该标志的人是海陆丰苏维埃的澎湃（1923年）。犁旗有许多不同的版本，有的与青天白日或红田旗相结合； 在犁的细节上也有所不同。  

## 国徽

苏联领导人试图将他们的标志与俄罗斯皇帝和贵族使用的标志区分开来，因此他们替换和省略了传统的纹章设计，取而代之的是一个不符合传统欧洲惯例的标志

许多共产主义政府故意与传统的欧洲纹章形式背道而驰，以此与已被他们取代的君主制保持距离。它们沿用了 1910年代末和1920年代初在苏俄和苏联采用的国徽图案。

## 其他共产主义象征
虽然本质上不一定是共产主义的，但以下图形元素经常被纳入共产主义国家和运动的旗帜、印章和宣传中。
- 革命歌曲和抗争歌曲，比如《国际歌》。
- 社会主义现实主义，一种在苏联发展起来的艺术风格。
- 交叉的无产阶级工具，包括锤子、鹤嘴锄、锄头、大镰刀以及朝鲜劳动党的代表知识分子的毛笔。
- 初升的太阳，以苏联、土库曼斯坦、克罗地亚、罗马尼亚和泛希腊社会主义运动的徽章为例。
- 齿轮，以安哥拉和中国的国徽为例。
- 小麦、棉花、玉米或其他作物的花环出现在历史上几乎所有共产主义国家的国徽上。
- 捷克和摩拉维亚共产党标志中的樱桃，来源于法国革命歌曲《樱桃时节》（Le Temps des cerises）。
- 步枪，例如莫桑比克国旗上的AK-47和阿尔巴尼亚列克上的莫辛-纳甘步枪 。
- 带有金色字体的红色横幅，以越南和苏联的国徽为例。
- 红星或金星，也许是除锤子镰刀外最常见的共产主义符号。
- 翻开的书籍，以莫桑比克和安哥拉的国徽为例；还有俄罗斯联邦共产党和乌克兰共产党党徽。
- 工厂或工业设备，例如朝鲜、波斯尼亚和黑塞哥维那、民主柬埔寨、 美国共产党和阿塞拜疆的国徽。
- 自然景观，例如亚美尼亚、马其顿、罗马尼亚和卡累利阿-芬兰的国徽。
- 火炬，以南斯拉夫国徽为例。
- 剑和盾，象征着苏联国家安全委员会和祖国之母。
- 十字架和镰刀，是基督教共产主义和基督教社会主义的象征
- 各种共产党领导人的肖像，如弗拉基米尔·列宁、约瑟夫·斯大林、毛泽东、布罗兹·铁托等。
  - 切·格瓦拉的肖像，尤其是出现在Guerrillero Heroico（英雄游击队）中的形象，是古巴革命、[18] :19格瓦拉主义和一般的革命的象征。 [18] :73[19]
- 手臂和锤子，以社会主义劳工党的标志为例

但也有一些特例，比如古巴和波兰人民共和国并未在其国旗、国徽上使用明显的共产主义标志。

## 画廊
这些标志的使用示例。

### 锤子和镰刀

共产国际标志
苏联国旗
苏联共产党标志
苏联国徽（1923-1936）
中国共产党党旗
中国工农红军军旗
乌兹别克苏维埃社会主义共和国国徽
用锤子、镰刀和毛笔的朝鲜劳动党旗帜。
老挝人民民主共和国国徽（1975-1991）
第四国际的标志
美国共产党的象征，带有锤子、镰刀和齿轮。
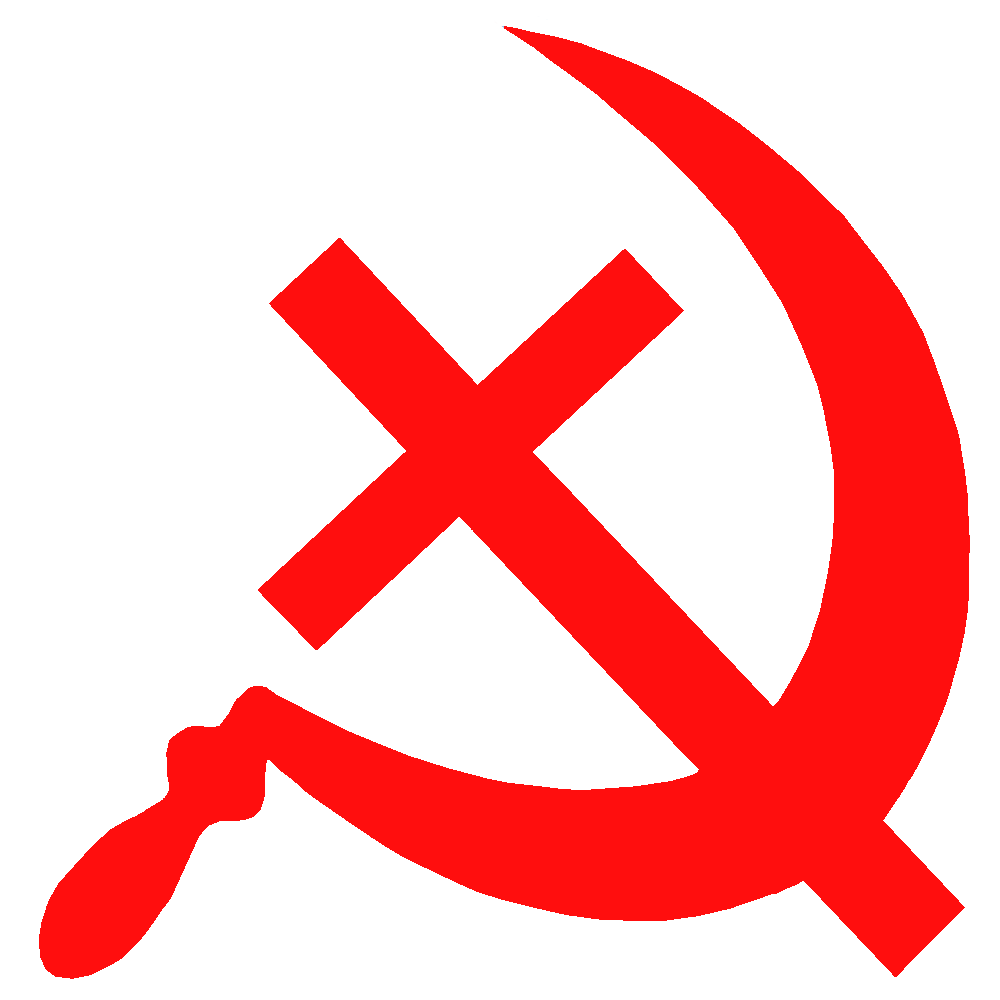
十字架和镰刀，基督教共产主义和基督教社会主义的象征。
土耳其革命人民解放阵线旗帜
孟加拉国共产党旗帜
越南共产党标志
白俄罗斯苏维埃社会主义共和国国旗
尼泊尔共产党标志
印度共产党旗帜

### 红星

贝宁人民共和国国旗（1975-1990）
中国人民解放军军徽
朝鲜国旗
匈牙利人民共和国国徽（1957-1990）
外高加索社会主义联邦苏维埃共和国国徽（1930-1936）
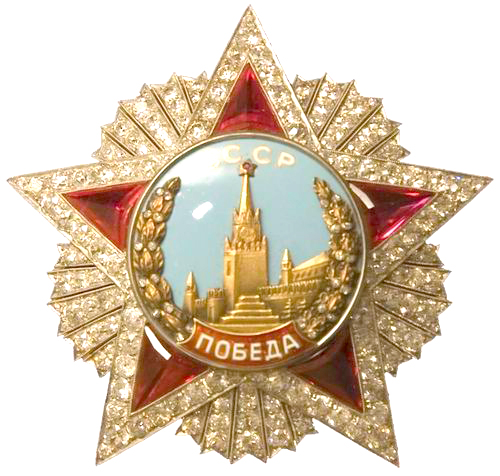
苏联胜利勋章 (1945)
南也门国旗
南也门国徽（1970-1990）
南斯拉夫社会主义联邦共和国国旗（1945-1992）
南斯拉夫社会主义联邦共和国国徽 (1945–1992)
红军派标志（西德）
萨帕塔民族解放军旗帜
人民阵线（西班牙）的旗帜
库尔德工人党旗帜
青年国际党旗帜

### 红黑旗

全国劳工联盟 (西班牙)旗帜
桑地诺民族解放阵线（尼加拉瓜）的旗帜
七二六运动旗帜
民族解放军（哥伦比亚）旗帜
反叛武装部队（危地马拉）旗帜
革命运动11月13日（危地马拉）旗帜
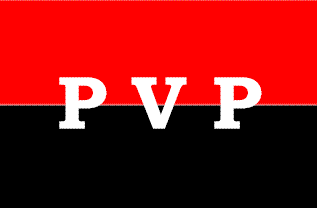
人民胜利党（乌拉圭）的旗帜
革命左翼运动（智利）旗帜
安哥拉人民解放运动旗帜
人民运动党（Awami Tahreek）（巴基斯坦）旗帜
顽固党（阿根廷）旗帜
反法西斯主义运动（德国）的标志
安哥拉国旗

### 领袖头像

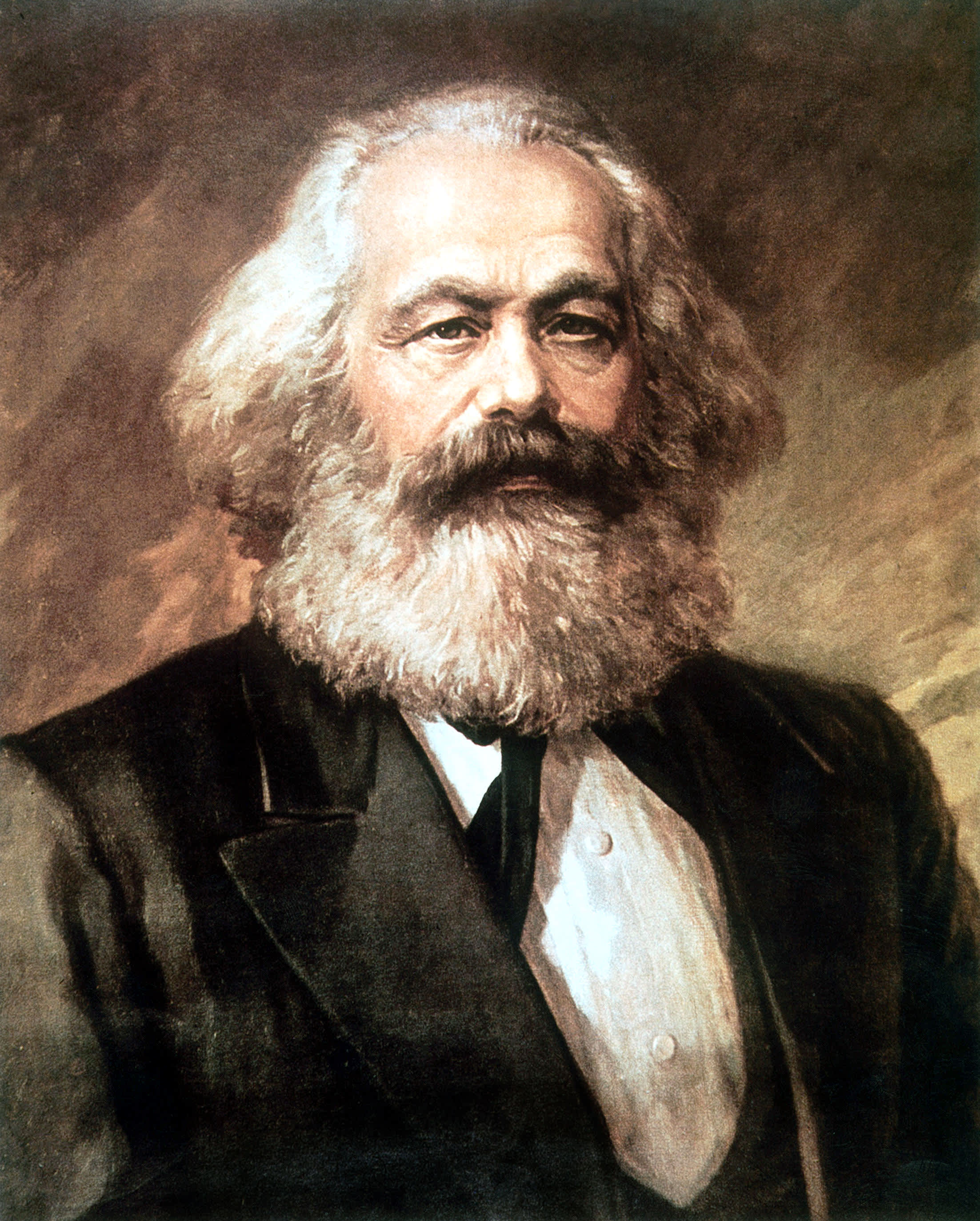
马克思头像
马克思与恩格斯的头像，象征马克思主义
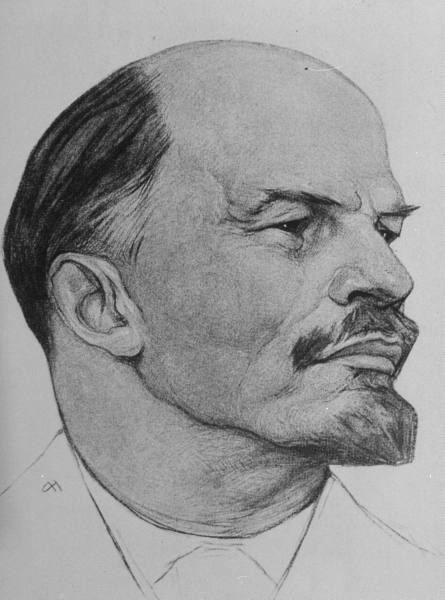
列宁头像
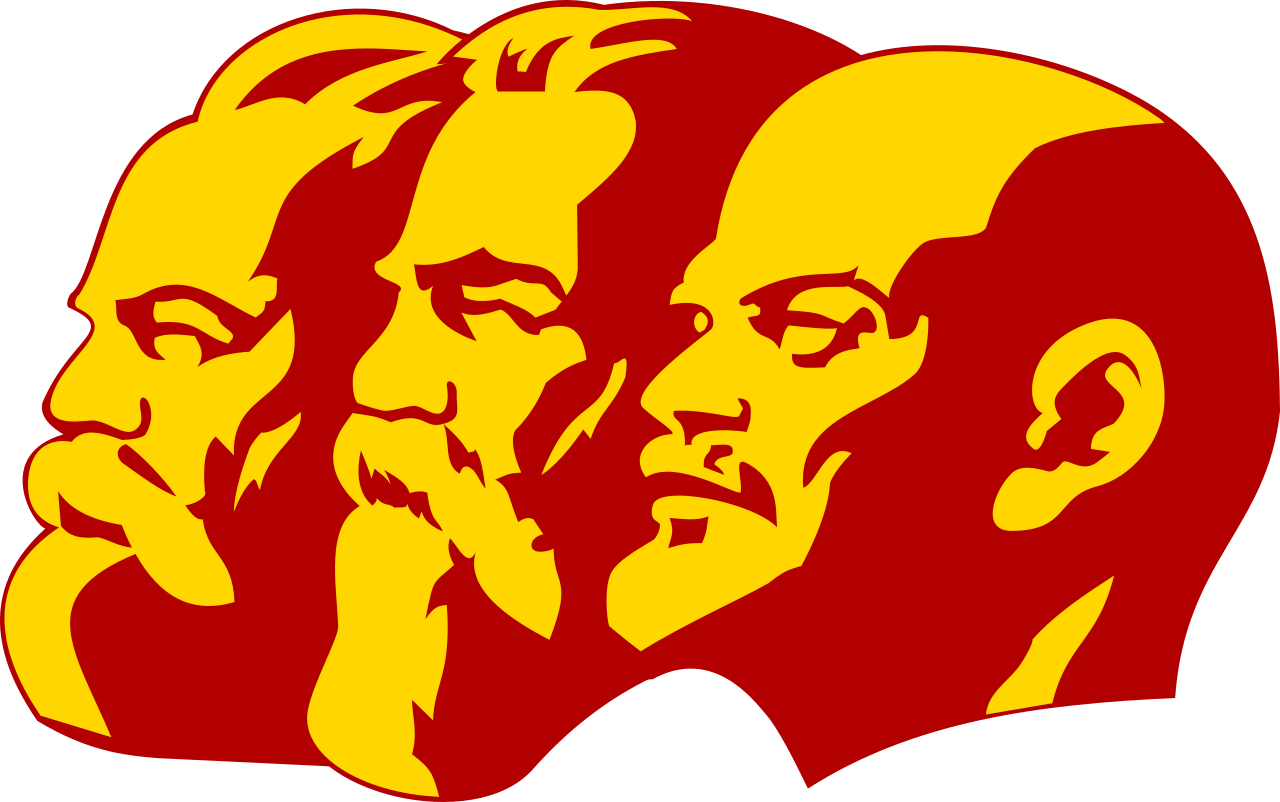
马克思、恩格斯、列宁头像，象征马列主义
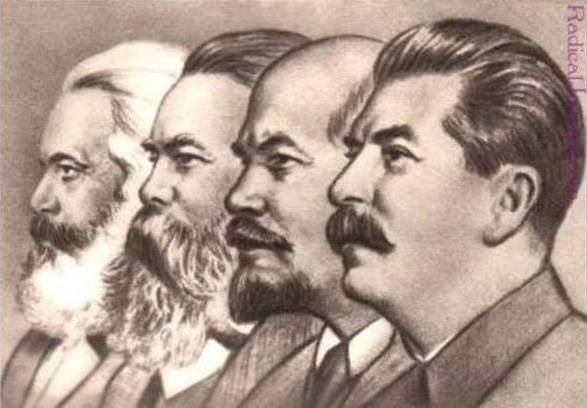
马克思、恩格斯、列宁、斯大林头像，象征斯大林主义
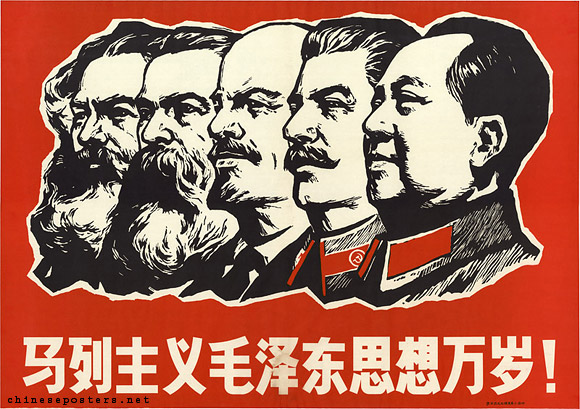
马克思、恩格斯、列宁、斯大林、毛泽东头像，象征毛泽东思想或马列毛主义
托洛茨基头像，被部分托派所使用
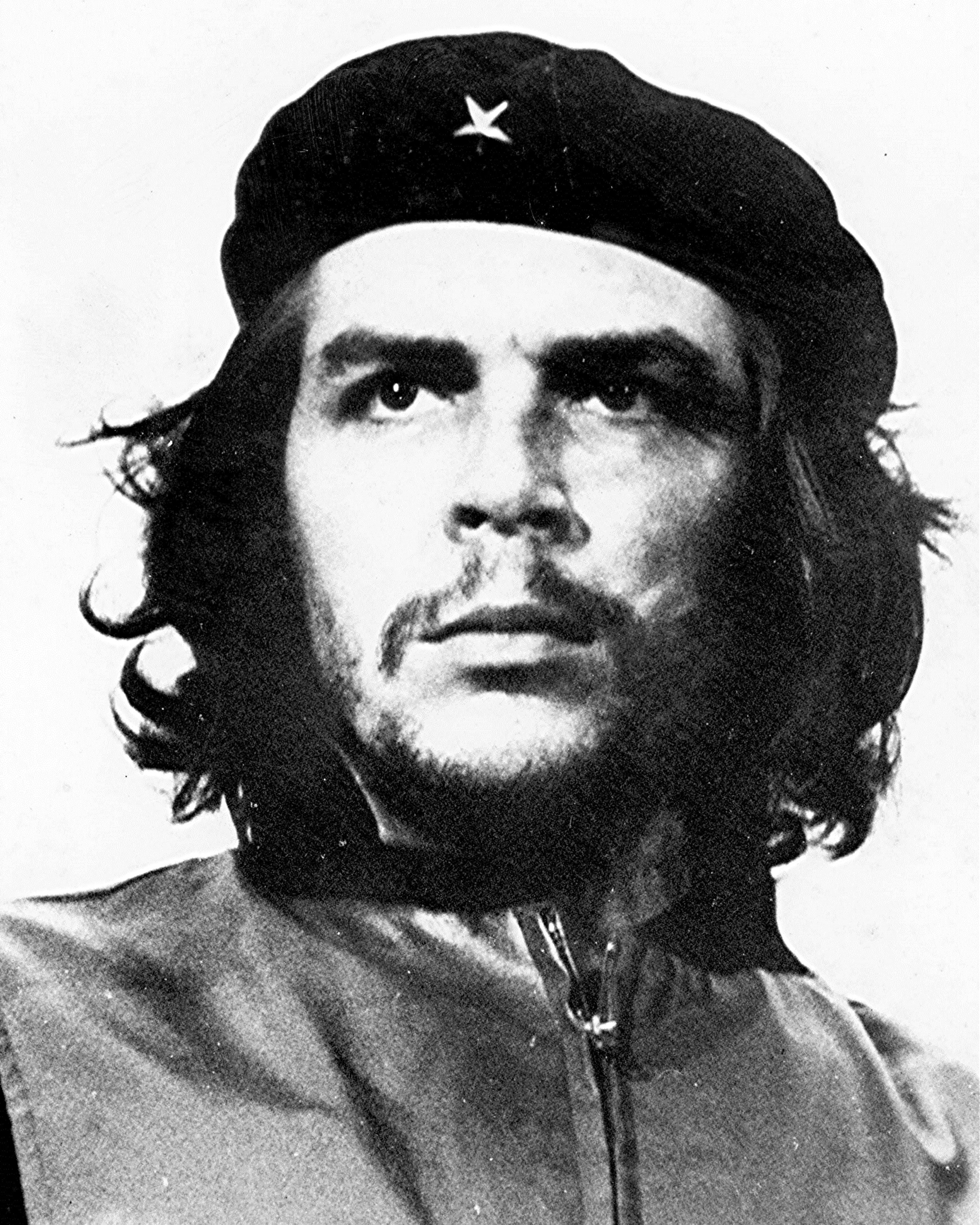
切·格瓦拉的头像，在古巴和一些第三世界国家的反政府游击队中具有较大影响力
胡志明头像，在越南国内较为常见

### 犁

爱尔兰公民军使用的星空犁旗
星空犁的现代变体
中国农民协会旗帜
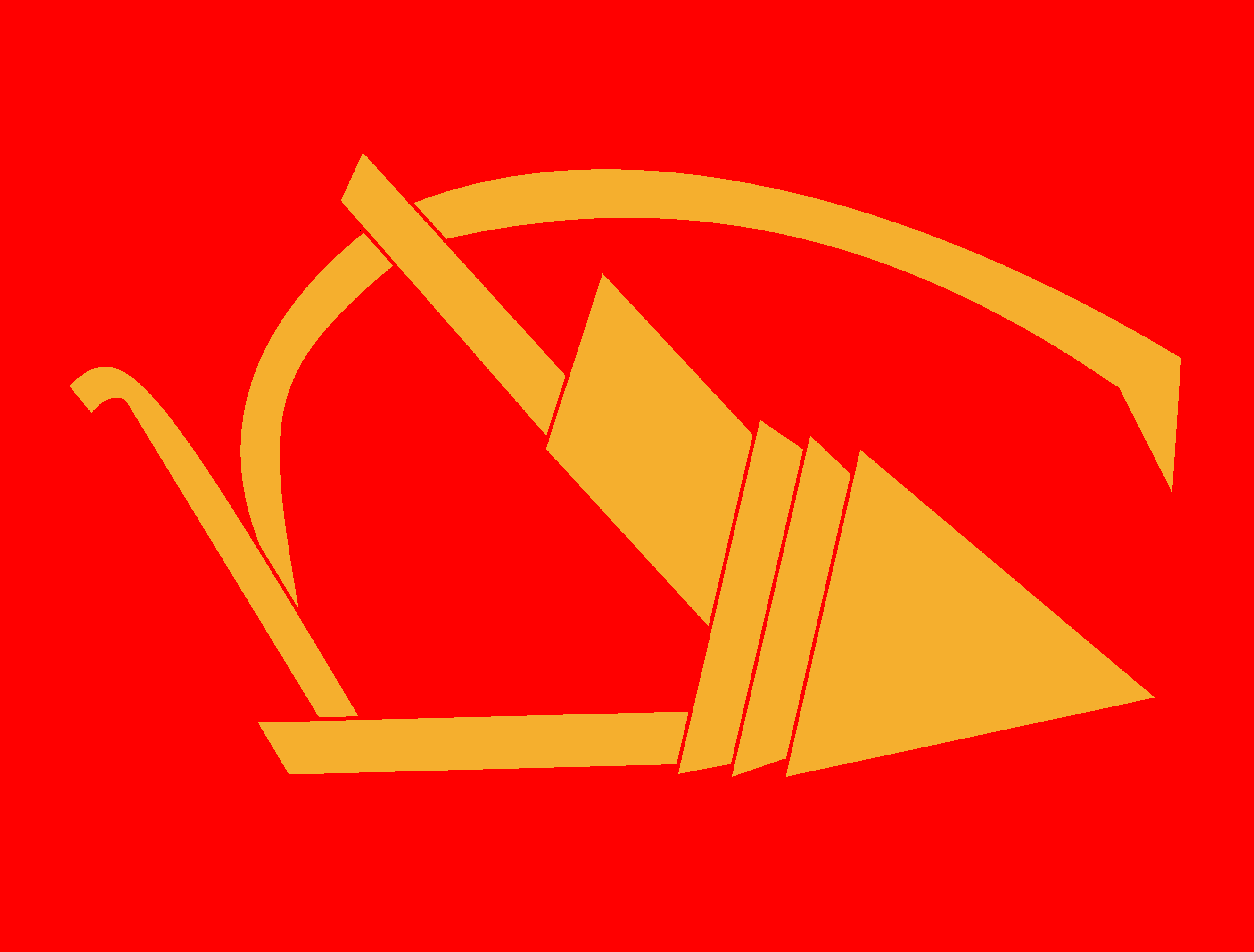
另一个版本的标志
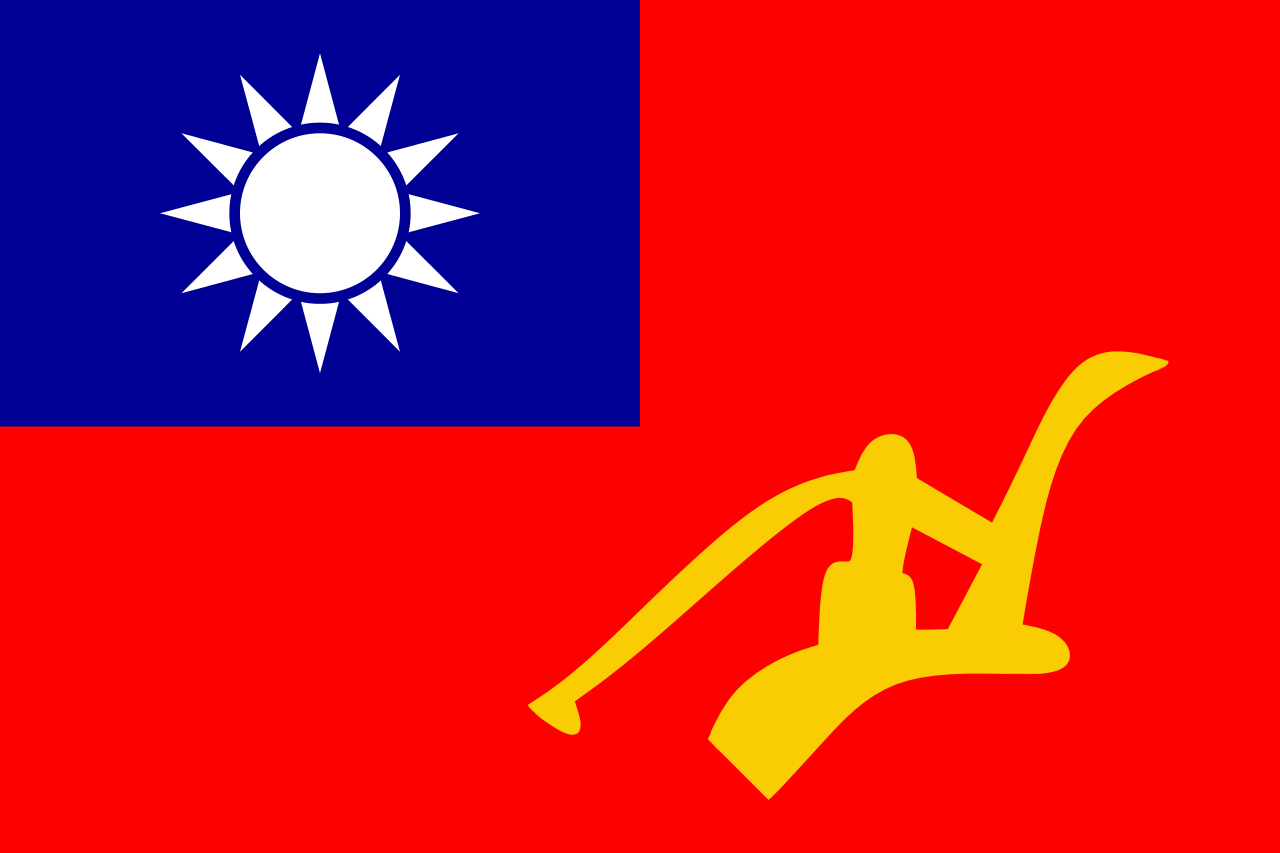
第一次国共合作时期广东省农会会旗
苏联红军的星、锤和犁帽。

### 其他符号

越南国旗，一面带有金星的红旗。
中华人民共和国国旗
少先队（弗拉基米尔·列宁全联盟先锋组织）的别针以弗拉基米尔·列宁的肖像为其特色
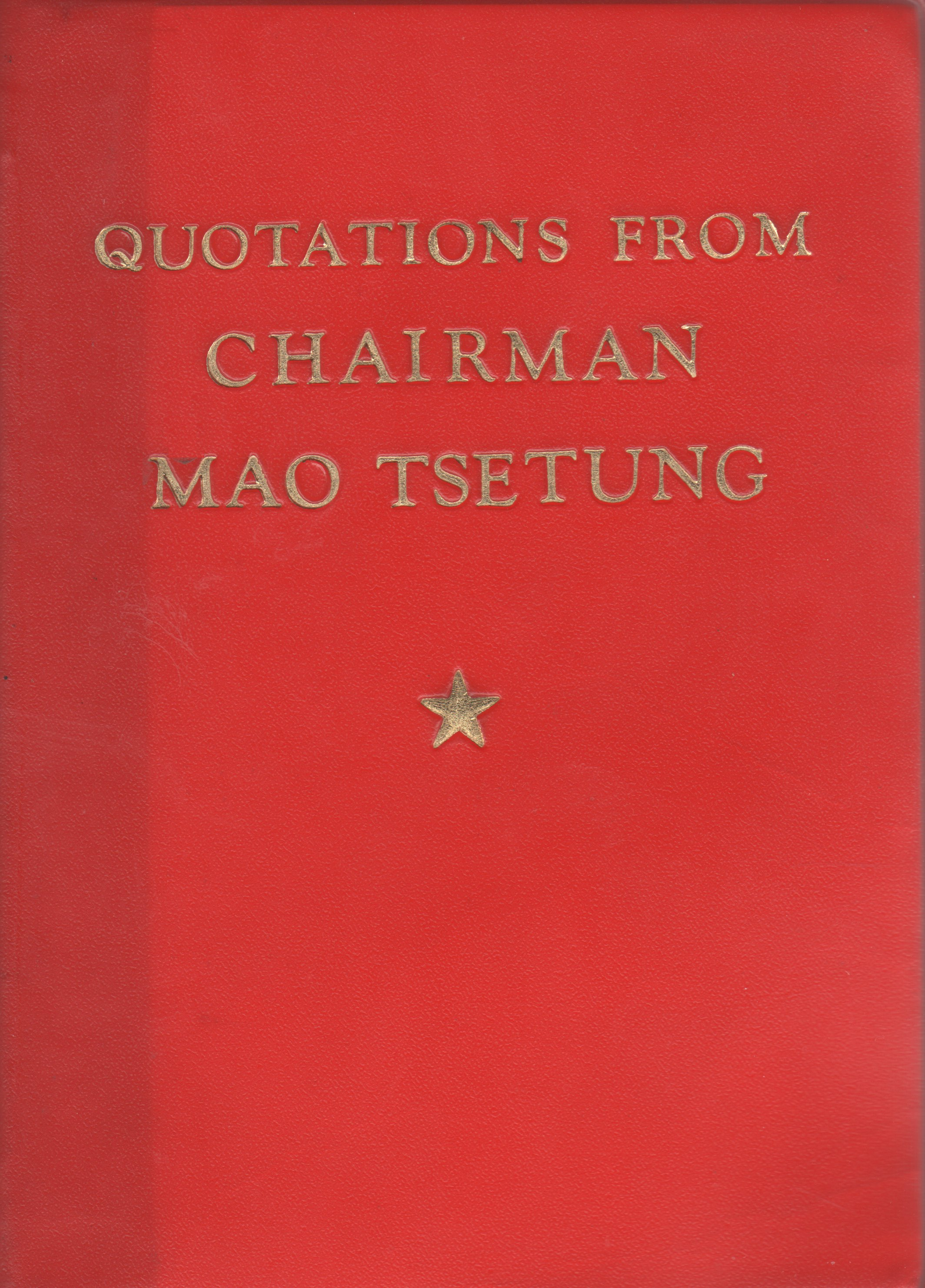
毛主席语录（又名“红宝书”），与毛主义有关
以卡尔·马克思、弗里德里希·恩格斯和弗拉基米尔·列宁“三巨头”为特色的旗帜
马克思主义“四巨头”：马克思、恩格斯、列宁、斯大林
切格瓦拉的形象，格瓦拉主义的象征
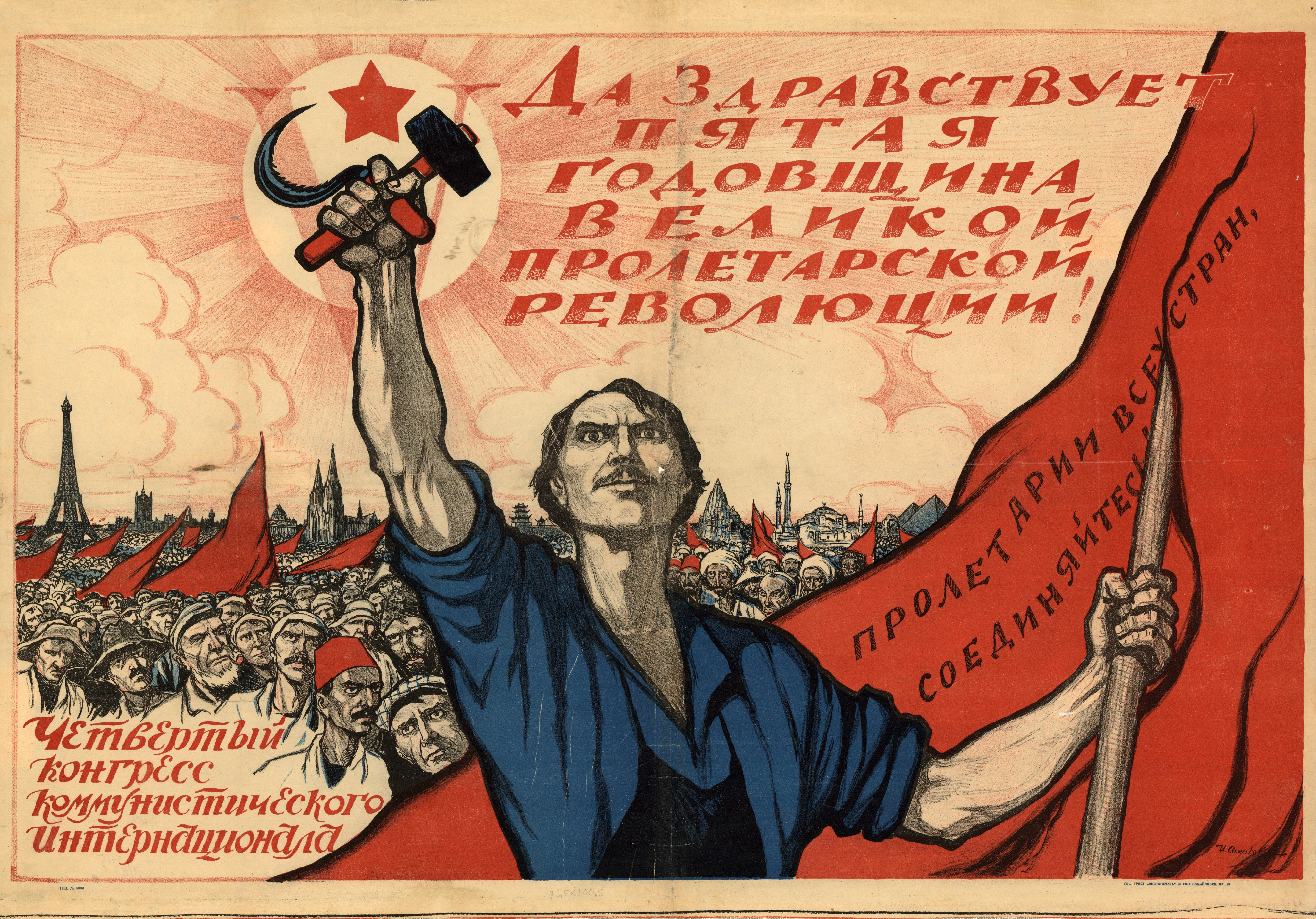
社会主义现实主义风格的革命工人宣传画
举起的拳头，既用作符号本身，也用作致敬。
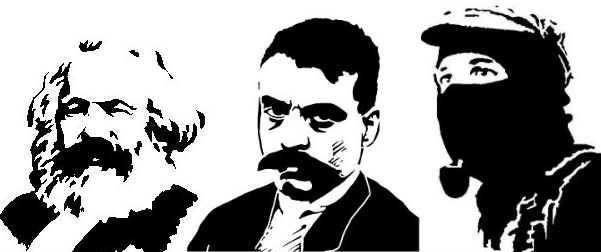
卡尔·马克思、埃米利亚诺·萨帕塔和副司令马科斯的肖像，这些都是新萨帕塔主义意识形态中使用的符号。
希腊民主军徽章

## 参见

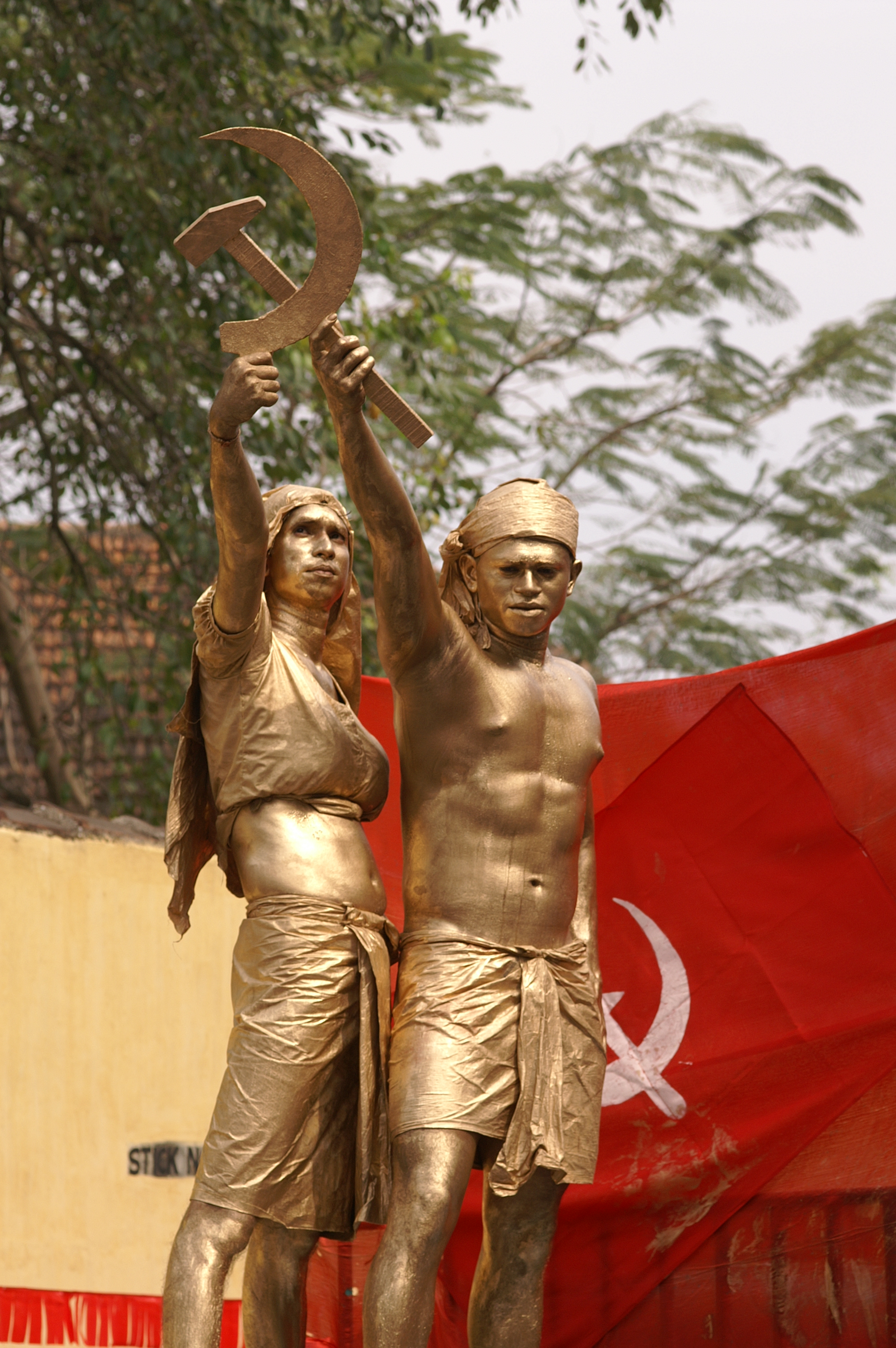
印度喀拉拉邦共产主义集会的画面，展示了两名农民组成的锤子和镰刀——共产主义最著名的象征。